# チョンタレス県
チョンタレス県（チョンタレスけん、Departamento de Chontales）は、ニカラグア中部の県である。アメリケ山脈（Sierra de Amerique）が中央を走り、ニカラグア湖沿いのニカラグア低地に人口が集まる。面積6,378km2、人口182,000人（2005年）、県都はフイガルパ（Juigalpa）である。

## 隣接する県
北部にボアコ県、東部に南カリブ自治地域、南部にリオ・サン・フアン県に接し、南西部は国内最大の湖であるニカラグア湖を臨む。

## 基礎自治体
1. Acoyapa
2. Comalapa
3. El Coral
4. Juigalpa
5. La Libertad
6. San Francisco de Cuapa
7. San Pedro de Lóvago
8. Santo Domingo
9. Santo Tomás
10. Villa Sandino